# Auditorischer Neglect
Als auditorischen Neglect bezeichnet man eine besondere Form der Wahrnehmungsstörung. Ein vom auditorischen Neglect betroffener Patient reagiert verspätet oder gar nicht auf Stimmen oder Geräusche in der betroffenen Raumhälfte oder zeigt Suchbewegungen nach der Schallquelle nur im nicht betroffenen Feld des Raumes. Es handelt sich also um eine Sonderform des Neglects auf dem Sinnesgebiet des Hörens. Andere Sonderformen sind:
- Visueller Neglect – Sehen
- Olfaktorischer Neglect – Riechen
- Somatosensibler Neglect – Tastsinn